# Ближнее Беляево
Беляево или Ближнее Беляево — бывшая деревня, вошедшая в состав г. Москва в 1960 году. Располагалась на левом берегу реки Чертановки, в районе современных улиц Москворечье и Кошкина, а также Каширского шоссе. В XX веке фактически слилась с посёлком Москворечье и вместе с ним вошла в состав Москвы.

## История
Впервые упоминается в 1646 году в переписной книге дворцовых волостей, тогда в деревне «Беляева, и Бесомыкино тож» числился 21 двор и 44 крестьянина. По всей видимости, название произошло от прозвища «Бесомыка», означавшего «праздный шатун, гуляка; сплетник; буян». В XIX веке стала именоваться Ближним Беляевым, ввиду наличия ещё одной деревни Беляево-Дальнее, располагавшейся вблизи нынешней станции метро Беляево.
В писцовых книгах 1675—1677 года Беляево описывается так:

Дворцового села Коломенского деревня Бесомыкино, Беляево тож, на речке на Городенке… под дворами и огороды усадные земли семь десятин, животинного выпуску вверх по Чертановскому врагу по старому прудищу три десятины, да вниз по тому ж врагу три ж десятины, пашни паханые худые земли шездесят четверти в поле, а в дву потому ж, сена за Москвою рекою подле животинного выпуску села Коломенского крестьян восем десятин с полудесятиною, да в Булатниковских лугах, что владели казанские попы, пять десятин… да в приправочных книгах написано два места дворовые, крестьянские три двора да два места дворовые бобыльские, да к деревне ж Бесомыкино и Беляево пустош Гаринская… и та пустош в Государеве десятинной пашне, да сена по плотине, что бывал пруд Химинской, три десятины, и те покосы потопило прудом, а места крестьянские и бобыльские тое ж деревни у крестьян в усадьбе, а бобыли померли, да деревни ж Беляева крестьяном для лесного угодья выезжать Коломенской волости в леса всем вопче.
В XVIII веке деревня принадлежала Дворцовому ведомству, а после 1797 года числилась в ведении Коломенского приказа Удельного ведомства. В середине века дворцовые крестьяне были переведены на оброк. Среди них стало распространяться садоводство, как это происходило в садах Коломенского, Борисова, Дьякова. А близость Москвы и Каширского тракта позволяли крестьянам выгодно продавать свой урожай в городе. В 1834 году в Беляево проживали 334 человек, в 1850 году — 370 человек, среди которых были и старообрядцы.
После крестьянской реформы, в 1864 году земля перешла к крестьянам, а деревня была отнесена к Царицынской волости. Согласно переписи 1869 года здесь проживали 411 человек: 191 мужчина и 220 женщин. В 1876 году в деревне числились 70 хозяйств, 1 трактир и 2 овощные лавки. В надел крестьянам перешла вся земля, которая находилась у них до реформы — это 260,2 десятины. Покосов и пастбищ было очень мало, основной доход шёл от садов. Крестьяне были хорошо обеспечены скотом — 120 лошадей и 80 коров на деревню. Об их обеспеченности говорит и тот факт, что в течение 20 лет головою в Коломенской удельной волости был крестьянин этой деревни Алексей Иванович Толмазов.
Основными промыслами жителей были изготовление гильз для папирос, намотка хлопчатобумажной нити на катушки, ломовой извоз. Учиться дети крестьян ходили в Царицынские земские училища.
В конце XIX века садовое хозяйство стало приходить в упадок, чему способствовали заморозки, нашествия вредителей и конкуренция привозимых по железной дороге ранних ягод с юга. Вместо садов крестьяне стали сажать капусту, огурцы и картофель. В 1899 году огороды были почти во всех дворах деревни.
По данным 1911 года Беляево выделялось среди других населённых пунктов Царицынской волости обилием свиней, которых даже откармливали для дальнейшей продажи. В том же году здесь числились 92 хозяйства, часовня, земское училище, 2 трактира, 3 овощные лавки.
В 1927 году в деревне проживали 540 человек. Близость к платформе Москворечье, открывшейся в 1925 году, сделала Беляево дачным местом. В летний период в крестьянских домах сдавались комнаты от 15 рублей в месяц. В 1930-х годах в деревне образован колхоз имени Сталина. В 1960 году деревня вошла в состав Москвы при её расширении. Близлежащая территория была отнесена к Москворецкому району. После 1969 года территория отошла к Красногвардейскому району.